# Борисов, Александр Тимофеевич
Александр Тимофеевич Борисов (7 сентября 1927,  хутор Малая Каменка, Каменский район, Ростовская область, РСФСР — 10 марта 2017, Москва, Российская Федерация) — советский и российский художник кино, народный художник РСФСР (1988). Лауреат Государственной премии СССР (1977).

## Биография
В 1949 году окончил Ворошиловградское художественное училище. В 1955 год окончил ВГИК (мастерская А. С. Дихтяра), его педагогами были Ф. С. Богородский, Ю. И. Пименов, Г. М. Шегаль.
В кино дебютировал еще студентом по приглашению Александра Довженко в 1958 году в фильме «Поэма о море». Работал на «Мосфильме» с Георгием Данелия, Александром Зархи, Эльдаром Рязановым, Сергеем Соловьёвым, Игорем Таланкиным. Также работал в театре.
С 1973 года — преподаватель на художественном факультете ВГИКа, в 1986 году набрал свою первую мастерскую, профессор (1993).
Похоронен на Троекуровском кладбище.

## Семья
- Жена — актриса Светлана Жгун (1933—1997). Они познакомились на съёмках «Повести пламенных лет».
  - Дочь — Лада Тикэб, художник-реставратор, с 2000 года живёт в Копенгагене[4].
    - Внук Александр (род. 24 февраля 2008).

## Награды и звания
- Заслуженный художник РСФСР (1969)
- Орден «Знак Почёта» (12 апреля 1974 года) — за заслуги в развитии советской кинематографии и активное участие в коммунистическом воспитании трудящихся[5]
- Государственная премия СССР (1977; за фильм «Сто дней после детства»)
- Народный художник РСФСР (1988)
- Премия «Ника» (1991, за фильм «Небеса обетованные»)
- Премия Международного кинофестиваля в Венеции (1977)
- Золотая медаль и Орден «За служение искусству» Российской академии художеств.

## Работы в кино
- 1958 — Поэма о море (совместно с И. Пластинкиным)
- 1959 — Муму (совместно с А. Вайсфельдом)
- 1959 — Хованщина
- 1960 — Повесть пламенных лет
- 1962 — Путь к причалу
- 1964 — Зачарованная Десна
- 1965 — Тридцать три
- 1967 — Анна Каренина (совместно с Ю. Кладиенко)
- 1969 — Чайковский[1] (совместно с Ю. Кладиенко)
- 1971 — Егор Булычов и другие[1]
- 1972 — Станционный смотритель[1]
- 1974 — Чисто английское убийство (совместно с С. Воронковым)
- 1974 — Исполнение желаний
- 1975 — Сто дней после детства
- 1975 — Ирония судьбы, или С лёгким паром!
- 1976 — Мелодии белой ночи
- 1976 — Бешеное золото
- 1977 — Служебный роман (совместно с С. Воронковым)
- 1978 — Торговка и поэт
- 1979 — Гараж
- 1980 — О бедном гусаре замолвите слово
- 1982 — Вокзал для двоих
- 1982 — Кто стучится в дверь ко мне…
- 1982 — Наследница по прямой (совместно с В. Фабриковым)
- 1984 — Жестокий романс
- 1985 — Из жизни Потапова
- 1987 — Забытая мелодия для флейты
- 1988 — Дорогая Елена Сергеевна
- 1988 — Бомж. Без определённого места жительства
- 1991 — Небеса обетованные (совместно с С. Ивановым)
- 1996 — Привет, дуралеи!
- 2000 — Старые клячи (совместно с Л. Свинцицким)
- 2000 — Тихие омуты (совместно с С. Портным)
- 2003 — Ключ от спальни (совместно с Л. Свинцицким)
- 2003 — О любви (совместно с С. Ивановым)
- 2009 — Анна Каренина (совместно с С. Ивановым, В. Зелинской)